# Coniopteryx (Xeroconiopteryx) unguigonarcuata
Coniopteryx (Xeroconiopteryx) unguigonarcuata is een insect uit de familie van de dwerggaasvliegen (Coniopterygidae), die tot de orde netvleugeligen (Neuroptera) behoort. 
Coniopteryx (Xeroconiopteryx) unguigonarcuata is voor het eerst wetenschappelijk beschreven door H. Aspöck & U. Aspöck in 1968.